# Hulsen (Overijssel)
Hulsen is een dorp op de grens van Twente en Salland, in de provincie Overijssel (Nederland), en wordt tot Nijverdal gerekend. Het maakt onderdeel uit van de gemeente Hellendoorn. Hulsen telde anno 2013 ongeveer 800 inwoners. Het dorp is versmolten met de Kruidenwijk. Deze wijk is onderdeel van het dorp Nijverdal, dat de grootste kern van de gemeente Hellendoorn is. 
Het is een vergissing dat Hulsen ook wel Overwater wordt genoemd. Overwater is het gedeelte aan landerijen, boerderijen en bedrijven dat rond de Overwaterweg langs de Regge ligt.

## Sport
Hulsen heeft een voetbalvereniging in de zaterdagamateurs, de Hulzense Boys spelend in de 2e klasse H Oost en een natuurijsbaan van wedstrijdomvang die open is bij voldoende vorst.

## Onderwijs
De lagere school die vroeger nog "School met den Bijbel" heette, is inmiddels omgedoopt tot "de Bongerd", naar de boomgaard die om de school heen lag.
Hoofdplaats: Nijverdal      Dorpen: Daarle · Daarlerveen · Haarle · Hellendoorn

Buurtschappen: Eelen · Egede · Hankate · Hexel · Hulsen · Marle · Noetsele · Overwater · Piksen · Rhaan · Schuilenburg

Overijssel · Steden en dorpen      Nederland · Provincies · Gemeenten